# Проклятие Козла
Проклятие Козла (англ. Curse of the Billy Goat) — собирательное название серии неудач бейсбольного клуба «Чикаго Кабс» Главной лиги бейсбола, начавшихся в 1945 году и закончившихся только в 2016 году. Согласно наиболее распространённой версии, Уильям Сианис (англ. William Sianis), владелец таверны «Козёл», пришёл на один из матчей «Чикаго Кабс» (четвёртый матч Мировой серии 1945 года) против «Детройт Тайгерс» со своим козлом Мёрфи. От козла исходил неприятный запах, и недовольные фанаты потребовали от Сианиса уйти с Ригли-филда. Рассерженный Сианис вынужден был покинуть стадион, но в сердцах воскликнул:

Эти ваши «Кабс» больше никогда ничего не выиграют!
Оригинальный текст (англ.)Them Cubs, they ain't gonna win no more!

Любители спорта, интересующиеся эзотерикой, истолковали это заявление Сианиса как проклятие в адрес «Чикаго Кабс» или его пожелание, чтобы команда больше не выиграла Мировую серию бейсбола или Национальную лигу. По совпадению, «Кабс» проиграли Мировую серию 1945 года команде «Детроит Тайгерс» и до 2016 года не могли не то что выиграть Мировую серию, но и даже пробиться туда. Однако ровно в 46-ю годовщину со дня смерти Билли Сианиса, в шестом матче серии чемпионата Национальной лиги бейсбола они нанесли сенсационное поражение клубу «Лос-Анджелес Доджерс» со счётом 5:0 и выиграли Национальную лигу. А затем в финале они обыграли чемпионов Американской лиги «Кливленд Индианс» со счётом 8:7 в седьмом матче (он затянулся на 10 иннингов) и одержали победу в Мировой серии 2016 года, сняв проклятье.

## Происхождение проклятия
Точное содержание проклятия Сианиса в различных источниках излагается по-разному. Одни считают, что Сианис пригрозил, что на Ригли-филд прекратят проводить матчи Мировой серии, в то время как другие полагают, что он обрёк команду «Чикаго Кабс» на непопадания в Мировую серию. Владелец стадиона Филип Ригли получил от Билли Сианиса телеграмму следующего содержания:

Вы проиграете эту Мировую серию и никогда её больше не выиграете. Вы никогда не сможете победить в Мировой серии, потому что вы оскорбили моего козла.
Оригинальный текст (англ.)You are going to lose this World Series and you are never going to win another World Series again. You are never going to win a World Series again because you insulted my goat.

Так или иначе, но «Кабс», ведя со счётом 2:1 в Мировой серии 1945 года, потерпели поражение в четвёртом матче и в итоге проиграли серию со счётом 3:4. «Проклятие» стало известно благодаря прессе спустя много лет, особенно благодаря колумнисту Майку Ройко. В 2003 году во время трансляции матча «Чикаго Кабс» — «Майами Марлинс» о нём впервые упомянули телекомментаторы канала Fox во время чемпионата Национальной лиги бейсбола. Впрочем, газета Chicago Sun в выпуске от 7 октября 1945 года никакого проклятия не упоминала: Сианиса заставили вывести козла со стадиона из-за нарушения порядка. Хозяин в итоге привязал козла к колышку и ушёл смотреть матч в одиночестве.
Некоторые полагают, что проклятие вступило в силу ещё в 1908 году, когда «Кабс» выиграли Мировую серию только из-за случайной ошибки Фреда Меркля, игрока «Нью-Йорк Джайентс», которая помогла чикагцам пройти дальше и победить в финале «Детройт Тайгерс». «Чикаго Кабс» тогда защитили свой титул, выигранный в 1907 году в Мировой серии, и стали первой командой, три раза подряд вышедшей в финал Мировой серии. Но с этого момента их преследовали неудачи: шесть раз «Кабс» выигрывали Национальную лигу, но терпели неудачу в Серии. В 1910 и 1918 году «Кабс» проиграли командам «Филадельфия Атлетикс» и «Бостон Ред Сокс» (бостонцы потом стали жертвой другого проклятия, длившегося 86 лет). В 1929 году они снова проиграли «Филадельфии», а в 1932 году «Нью-Йорк Янкис» благодаря странному жесту Бейба Рута и блестяще исполненному им же хоум-рану нанесли ещё одно поражение на Ригли-филд. В 1935 году «Детройт Тайгерс» взяли долгожданный реванш, а в 1938 году победу снова отпраздновали «Нью-Йорк Янкис».

## Связанные инциденты
- 9 сентября 1969 года в матче против «Нью-Йорк Метс» на Ши-Стэдиум между капитаном «Кабс» Роном Санто[англ.] и скамейкой игроков «Кабс» пробежала чёрная кошка. В итоге «Метс» не только одержали победу в ключевом матче, но и выиграли Мировую серию[9].
- В 1984 году в серии из пяти матчей против «Сан-Диего Падрес» команда «Чикаго Кабс» выиграла первые два матча, но затем упустила преимущество. В пятом матче первый бейсмен Леон Дарем[англ.] прозевал мяч, который выскользнул из его мокрой перчатки в самом конце седьмого иннинга, и «Падрес» сумели в итоге провести ещё четыре хоум-рана, победив в матче и выиграв всю серию[10].
- Семь сезонов за «Чикаго Кабс» провёл Билл Бакнер[англ.], прежде чем перейти в середине сезона 1984 года в состав «Бостон Ред Сокс», которые тоже не могли снять своё проклятие, полученное из-за продажи Рута «Бамбино» Бейба, и выиграть с 1918 года Мировую серию. По иронии судьбы, «Чикаго Кабс» были выбиты бостонцами на пути к Мировой серии. В финале «Ред Сокс» играли против «Нью-Йорк Метс» и вели после пяти матчей 3:2. В шестой игре, состоявшейся 25 октября 1986 года, Бакнер вышел в самом конце 10-го иннинга и умудрился пропустить мяч прямо между ног на первой базе[11]. «Метс» выиграли шестой матч, а в решающем 7-м матче не оставили шансов бостонцам. Позднее анализ фотографии Бакнера, уходившего с поля по своей неудачи, установил, что Бакнер перед той самой ошибкой надел перчатки «Чикаго Кабс»[12].
- 14 октября 2003 года шла 6-я игра серии Национальной лиги между «Чикаго Кабс» и «Флорида Марлинс». В восьмом иннинге чикагцы вели 3:0, а в серии счёт был 3:2 в пользу «Кабс». Несколько зрителей попытались схватить мяч, вылетевший после фола второго бейсмена «Марлинс» Луиса Кастильо[англ.]. Один из фанатов, Стив Бартман[англ.], схватил его и сорвал потенциальный захват мяча аутфилдером «Чикаго Кабс» Мойсесом Алу[англ.]. Если бы Алу поймал мяч, то в иннинге был бы объявлен второй аут, и «Кабс» достаточно было бы ещё четырёх аутов, чтобы выиграть первую Национальную лигу с 1945 года. Однако этот инцидент надломил чикагцев, и они проиграли в итоге 8:3. На следующий день в решающем матче «Марлинс» одержали убедительную победу, и пресса назвала инцидент в шестой игре началом цепной реакции, сравнимой с падающими костяшками домино[13]. Сам же Мойсес Алу после игры потом говорил, что не поймал бы мяч всё равно[14].
- В 2015 году фанаты «Нью-Йорк Метс» во время серии Национальной лиги не раз шутили по поводу второго бейсмена своей команды Дэниела Мёрфи[англ.], поскольку точно так же (Мёрфи) звали и козла Уильяма Сианиса: хотя благодаря героическим усилиям Мёрфи «Метс» не позволили чикагцам выбраться в Мировую серию, болельщики шутили, что бейсмен не является величайшим Мёрфи в истории бейсбола[15].

## Попытки снять проклятие
Билли Сианис, наславший проклятие на «Чикаго Кабс», до своей кончины 22 октября 1970 года несколько раз безуспешно пытался снять его. Его племянник Сэм многократно ходил с козлом на Ригли-филд, чтобы каким-то образом помочь команде. В 1973 году состоялся один из таких походов: Сэм и журналист Дейв Кондон отправились на стадион вместе с козлом по кличке Сократ — потомком козла по кличке Мёрфи. Они подъехали на белом лимузине к Ригли-филд, расстелили перед Сократом красную ковровую дорожку и пригласили его на стадион. Однако билетёры отказались продавать билет. Для «Кабс» сезон окончился 5-м местом в восточном дивизионе Национальной лиги. Такие походы Сэм Сианис совершал также в 1984 и 1989 годах, когда «Кабс» выигрывали восточный дивизион; в 1994 году, чтобы прервать серию домашних поражений; наконец, в 1998 году на уайлд-кард-матчи Национальной лиги, в которых «Кабс» победили.
2003 год по китайскому гороскопу был годом Козы, и группа фанатов «Чикаго Кабс» отправилась в Хьюстон с козлом по кличке Вергилий Гомер, пройдя к главному входу на Минут-Мейд-парк, домашнюю арену клуба «Хьюстон Астрос» — принципиального противника «Чикаго Кабс» в то время. Однако чикагских фанатов не пустили. В знак протеста они развернули список, зачитали стихотворение и объявили о том, что проклятие теперь снято и переадресовано. В том году Кабс выиграли свой дивизион и вышли в решающую серию игр против «Флорида Марлинс» за право попасть в Мировую серию. Им достаточно было совершить пять аутов в шестом матче, но выскочивший на поле фанат «Кабс» Стив Бартман не позволил Мойсесу Алу поймать мяч в ловушку и привёл к поражению чикагцев в шестом и седьмом матчах. «Марлинс» в итоге выиграли Мировую серию, победив «Нью-Йорк Янкис», а через два года «Хьюстон Астрос» вышли в Мировую серию 2005 года, где проиграли «Чикаго Уайт Сокс». 26 февраля 2004 года разгневанные болельщики в ресторане «Гарри Карей» в окрестностях Чикаго сожгли бейсболку Стива Бартмана на электрическом стуле, чтобы снять проклятие. В адрес самого Стива Бартмана поступали ещё долго угрозы расправы.
3 октября 2007 года пришло сообщение, что со статуи Гарри Карея у одноимённого ресторана украли забитую козью тушу. Газета The Chicago Sun-Times заявила, что если хулиганы хотели снять проклятие с «Чикаго Кабс», то это была не лучшая идея. В 2007 и 2008 годах «Кабс» выигрывали центральный дивизион, но выбывали в первом же раунде. Сначала их выбили «Аризона Даймондбекс», а затем «Лос-Анджелес Доджерс», причём аризонцы победили чикагцев 6 октября — в день начала действия того самого проклятия. В 2009 году со статуи Гарри Карея опять украли голову козы, но это оказалось бесполезным: 26 сентября 2009 года «Чикаго Кабс» снова проиграли и выбыли из борьбы за Мировую серию.
В 2008 году греческий православный священник окропил святой водой скамейку игроков «Чикаго Кабс» на Ригли-филд, чтобы помочь команде. Практика продолжилась и далее по просьбе фанатов: священники проводили молебны на стадионе и на самом поле, освящая его.
1 апреля 2011 года началась благотворительная акция «Reverse The Curse» (англ. Разверни проклятие): в Чикаго предложили отправлять в развивающиеся страны живых коз, чтобы помогать малоимущим семьям и снабжать их кисломолочными продуктами, тем самым улучшая образ жизни. Фанаты клуба руководствовались также и тем, что в мире действуют и другие «проклятия»: детская малограмотность и бедность.
25 февраля 2012 года пять фанатов клуба «Чикаго Кабс», назвавшиеся «Crack the Curse» (англ. Взломай проклятие) отправились пешком из города Меза, где проводятся весенние тренировки «Чикаго Кабс», на Ригли-филд. Они привели с собой козла по кличке Ригли, который мог бы снять проклятие, наложенное на Ригли-филд. Параллельно они поставили своей целью собрать 100 тысяч долларов для центра исследования раковых заболеваний имени Фреда Хатчинсона.
10 апреля 2013 года «Кабс» получили посылку с козьей головой: отправители пытались таким образом воздействовать на команду, чтобы снять проклятие. Адресатом был владелец клуба Томас Рикеттс.
22 сентября 2015 года Патрик Бертолетти, Тим Браун, Такеру Кобаяси, Кевин Штрале и Боб Шудт за 13 минут и 22 секунды съели в чикагском ресторане Taco in a Bag 40-фунтового козла. Ритуал не помог: в том же году «Нью-Йорк Метс» выиграли Национальную лигу, разбив «Кабс» на пути к победе.
7 октября 2016 года владельцы вегетаринаского ресторана «The Chicago Diner», находящегося у Ригли-филд, встретились с представителями организации Farm Sanctuary. Для снятия проклятия они стали размещать плакаты с козлом по кличке Пинат (англ. Peanut), который призывал чикагцев посещать чаще вегетарианские рестораны и тем самым снять проклятие с клуба.

## Игроки, ушедшие из «Кабс» и победившие в Мировой серии
Ряд игроков, покинувших «Чикаго Кабс» после серии неудач, потом завоевали всё-таки победу в Мировой серии. Среди бейсболистов, выигравших Мировую серию не в составе «Кабс», известны следующие 42 игрока: Энди Пафко (игрок Мировой серии 1945), Джин Бейкер, Смоки Бёрджесс, Дон Хоук, Дейл Лонг, Лу Брок (выиграл в 1964 году после обмена на Эрни Брольо), Лу Джонсон, Джим Брюэр, Мо Драбовски, Дон Кардуэлл, Кен Хольцман, Пол Ноче, Билли Норт, Фред Норман, Билл Мэдлок, Мэнни Трилло, Грег Гросс, Рик Мондей, Бёрт Хутон, Брюс Саттер, Вилли Эрнандес, Милт Уилкокс, Джо Найкро, Деннис Экерсли, Джо Картер, Грег Маддакс, Джо Джиранди (как игрок и тренер), Хосе Вискаино, Гленаллен Хилл (дважды уходил из «Кабс», выиграл в 2000 году), Луис Гонсалес, Майк Морган, Марк Грейс, Марк Беллхорн, Билл Мюллер, Скотт Эйр (выиграл в 2008 году), Том Гордон, Мэтт Стейрз, Джейми Мойер, Марк Дероза, Майк Фонтенот, Райан Териот, Анхель Паган и Райан Демпстер (выиграл в 2013 году). Донтрелль Уиллис и Джон Гарленд перешли из низших лиг (победили в составе «Флорида Марлинс» и завоевали чемпионские перстни). Тим Линскам, трижды чемпион Мировых серий, был задрафтован «Кабс», но контракт не заключал.

## Снятие проклятия
Регулярный сезон 2016 года «Кабс» закончили с рекордом в 103 победы и 58 поражений, преодолев впервые с 1935 года отметку в 100 побед (при 54 поражениях), установив лучший рекорд с 1910 года (104 победы и 50 поражений). Всего отметку в 100 побед они преодолели в шестой раз, также это им удавалось ранее в 1906 (116 побед и 36 поражений), 1907 (107 побед и 45 поражений) и 1909 годах (104 победы и 50 поражений). В Национальной лиге «Кабс» в шестом матче одержали победу над «Лос-Анджелес Доджерс» 22 октября 2016 года со счётом 5:0 на Ригли-филд, причём случилось это в 46-ю годовщину со дня смерти Уильяма Сианиса, и впервые вышли в Мировую лигу за 71 год.
2 ноября 2016 года «Чикаго Кабс» сошлись в финале с «Кливленд Индианс». По ходу Мировой серии они проигрывали 1:3 по матчам, но сравняли счёт. В решающем седьмом матче понадобилось 10 иннингов для выявления победителя. «Кабс» победили со счётом 8:7 и не только выиграли впервые за 108 лет Мировую лигу, но и «сняли» проклятие, которое длилось 71 год. По совпадению, в чемпионском составе работал и тренер Тео Эпштейн, который в 2004 году снял и «проклятие Бамбино» с «Бостон Ред Сокс».

## В популярной культуре
- Джим Батчер написал рассказ «Проклятия» (англ. Curses), который был включён в серию «Обнажённый город: сказания городского фэнтези» (англ. Naked City: Tales of Urban Fantasy). В этом рассказе вымышленный детектив Гарри Дрезден обнаружил, что в облике козла на Ригли-филд на самом деле был герой валлийской мифологии по имени Гвин ап Нудд, а поскольку ему не дали посмотреть матч по бейсболу, то он и наслал проклятие на команду.
- В фильме Назад в будущее 2 упоминается, что «Кабс» выиграли у «Майами» Мировую серию (сообщение от 21 октября 2015 года), чему Марти крайне удивляется.
- В фильме Как разобраться с делами «Кабс» выходят в финал Мировой серии и выигрывают её к радости главного героя и болельщика чикагцев Джимми Дворски.